# Elecciones municipales de Pasco de 1983
Las elecciones municipales de Pasco de 1983 se llevaron a cabo el 13 de noviembre de 1983 para elegir al alcalde y al Concejo Provincial de Pasco para el periodo 1984-1986. La elección se celebró simultáneamente con elecciones municipales en todo el país.

## Sistema electoral
La Municipalidad Provincial de Pasco es el órgano administrativo y de gobierno de la provincia de Pasco. Está compuesta por el alcalde y el Concejo Provincial.
La votación del alcalde y el concejo se realiza en base al sufragio universal, que comprende a todos los ciudadanos nacionales mayores de dieciocho años, empadronados y residentes en la provincia de Pasco y en pleno goce de sus derechos políticos, así como a los ciudadanos no nacionales residentes y empadronados en la provincia de Pasco.
El Concejo Provincial de Pasco está compuesto por 19 regidores elegidos por sufragio directo para un período de tres (3) años, en forma conjunta con la elección del alcalde (quien lo preside). La votación es por lista cerrada y bloqueada. Se asigna a la lista ganadora los escaños según el método d'Hondt o la mitad más uno, lo que más le favorezca. Es elegido como alcalde el candidato que ocupe el primer lugar de la lista que haya obtenido la más alta votación.

## Composición del Concejo Provincial de Pasco
La siguiente tabla muestra la composición del Concejo Provincial de Pasco antes de las elecciones.
| Partidos | Partidos                    | Regidores |
| -------- | --------------------------- | --------- |
|          | Acción Popular              | 7         |
|          | Partido Demócrata Cristiano | 5         |
|          | Izquierda Unida             | 4         |
|          | Partido Aprista Peruano     | 3         |

## Partidos y candidatos
A continuación se muestra una lista de los principales partidos y alianzas electorales que participaron en las elecciones:
| Candidatura | Candidatura | Partidos y alianzas | Candidatos | Candidatos                 | Ideología                                               | Resultado previo | Resultado previo | Ref. |
| Candidatura | Candidatura | Partidos y alianzas | Candidatos | Candidatos                 | Ideología                                               | Votos (%)        | Reg.             | Ref. |
| ----------- | ----------- | --- | ---------- | -------------------------- | ------------------------------------------------------- | ---------------- | ---------------- | ---- |
|             | AP          | Lista - Acción Popular (AP) |            | Victoria Inami de Vicuña   | Humanismo Nacionalismo cívico Reformismo                | 34.05%           | 7                |      |
|             | PDC         | Lista - Partido Demócrata Cristiano (PDC) |            | Efraín Herrera León        | Democracia cristiana                                    | 24.29%           | 5                |      |
|             | IU          | Lista - Izquierda Unida (IU) – Unión de Izquierda Revolucionaria (UNIR) – Unidad Democrático Popular (UDP) – Partido Socialista Revolucionario (PSR) – Partido Comunista Revolucionario (PCR) – Partido Comunista Peruano (PCP) – Frente Obrero Campesino Estudiantil y Popular (FOCEP) |            | Félix Arauco Ibarra        | Marxismo-leninismo Mariateguismo Socialismo democrático | 21.05%           | 4                |      |
|             | APRA        | Lista - Partido Aprista Peruano (APRA) |            | César Córdova Sinche       | Aprismo                                                 | 16.46%           | 3                |      |
|             | PPC         | Lista - Partido Popular Cristiano (PPC) |            | Miguel Seminario Olivares  | Conservadurismo social Humanismo Democracia cristiana   | 4.15%            | 0                |      |
|             | IND         | Lista - Lista Independiente N° 3 Justicialista |            | Florencio Rivera Cervantes | Localismo pasqueño                                      | Nuevo            | Nuevo            |      |

## Resultados

### Sumario general
|                        |                                        |              |              |              |           |           |
| Partidos y coaliciones | Partidos y coaliciones                 | Voto popular | Voto popular | Voto popular | Regidores | Regidores |
| Partidos y coaliciones | Partidos y coaliciones                 | Votos        | %            | ±pp          | Total     | +/−       |
|                        | Partido Aprista Peruano (APRA)         | 7,590        | 37.01        | +20.55       | 11        | +8        |
|                        | Izquierda Unida (IU)                   | 7,155        | 34.89        | +13.84       | 5         | +1        |
|                        | Partido Demócrata Cristiano (PDC)      | 1,990        | 9.70         | –14.59       | 1         | –4        |
|                        | Acción Popular (AP)                    | 1,818        | 8.87         | –25.18       | 1         | –6        |
|                        | Partido Popular Cristiano (PPC)        | 1,787        | 8.71         | +4.56        | 1         | +1        |
|                        | Lista Independiente N° 3 Justicialista | 166          | 0.81         | n/a          | 0         | ±0        |
|                        |                                        |              |              |              |           |           |
| Total                  | Total                                  | 20,506       |              |              | 19        | ±0        |
|                        |                                        |              |              |              |           |           |
| Votos válidos          | Votos válidos                          | 20,506       | 92.63        | +20.99       |           |           |
| Votos en blanco        | Votos en blanco                        | 496          | 2.24         | –7.08        |           |           |
| Votos nulos            | Votos nulos                            | 1,136        | 5.13         | –13.91       |           |           |
| Votos emitidos         | Votos emitidos                         | 22,138       | 46.03        | –16.59       |           |           |
| Abstenciones           | Abstenciones                           | 25,957       | 54.97        | +16.59       |           |           |
| Votantes registrados   | Votantes registrados                   | 48,095       |              |              |           |           |
|                        |                                        |              |              |              |           |           |
| Fuente:                |                                        |              |              |              |           |           |

## Elecciones municipales distritales

### Resultados por distrito
La siguiente tabla enumera el control de los distritos de la provincia de Pasco. El cambio de mando de una organización política se resalta del color de ese partido.
| Distrito                            | Alcalde(sa) titular         | Partido político | Partido político          | Alcalde(sa) electo(a)      | Partido político | Partido político          |
| ----------------------------------- | --------------------------- | ---------------- | ------------------------- | -------------------------- | ---------------- | ------------------------- |
| Huachón                             | Demetrio Cañabi Barreto     |                  | Acción Popular            | Demetrio Cajahuamán Ayala  |                  | Partido Aprista Peruano   |
| Huariaca                            | Julio Grados Camán          |                  | Acción Popular            | Félix Villar Santiago      |                  | Izquierda Unida           |
| Huayllay                            | Ever Ricra Villanueva       |                  | Lista Independiente N° 7  | Máximo Ricra Mateo         |                  | Izquierda Unida           |
| Ninacaca                            | Marcelino García Ricaldi    |                  | Acción Popular            | Fidel Alania Córdova       |                  | Izquierda Unida           |
| Pallanchacra                        | Claro Huayanay Guzmán       |                  | Acción Popular            | Roque Mendieta Trujillo    |                  | Izquierda Unida           |
| Paucartambo                         | Víctor Cuellar Paredes      |                  | Izquierda Unida           | Gaudencio Atahuamán Guerra |                  | Partido Aprista Peruano   |
| San Francisco de Asís de Yarusyacán | Narciso Páucar Velásquez    |                  | Lista Independiente N° 15 | Policarpo Cabello López    |                  | Izquierda Unida           |
| Simón Bolívar                       | Silverio Medrano Huamán     |                  | Acción Popular            | Gabriel Gora Ayala         |                  | Partido Aprista Peruano   |
| Ticlacayán                          | Cayetano Rímac Ventura      |                  | Lista Independiente N° 17 | Augusto Meza Capcha        |                  | Partido Popular Cristiano |
| Tinyahuarco                         | Esteban Acevedo Otrera      |                  | Acción Popular            | Walter Poma Barreto        |                  | Partido Aprista Peruano   |
| Vicco                               | Hilario Malpartida Mauricio |                  | Acción Popular            | Rodolfo Espinoza Panes     |                  | Izquierda Unida           |
| Yanacancha                          | Nicanor Acevedo Lizárraga   |                  | Acción Popular            | Luis Aguilar Cajahuamán    |                  | Partido Aprista Peruano   |